# 日野資邦
日野 資邦（ひの すけくに）は、江戸時代後期の高家旗本。高家日野家7代当主。

## 略歴
文化9年（1812年）、日野資盈の長男として誕生した。
文化14年（1817年）8月2日、父・資盈が部屋住のまま死去したため、文政元年（1818年）祖父・資施の死去により、家督を相続した。表高家衆に列し、高家職に就くことはなかった。天保8年（1837年）2月19日、死去。享年26。
長男・資訓の幼少を理由に、青山忠裕の子・資敬を養子に迎えた。